# Die Tyrannei des Schmetterlings
Die Tyrannei des Schmetterlings ist der achte Roman des deutschen Schriftstellers Frank Schätzing. Das Thema des 2018 erschienenen Science-Fiction-Thrillers sind die Möglichkeiten und Gefahren der Künstlichen Intelligenz.

## Handlung
Der Prolog erzählt von einer militärischen Operation im vom Bürgerkrieg geplagten Südsudan, die in einem rätselhaften Massaker endet.
Nach einem Todesfall im kalifornischen Sierra County ermittelt der Polizist Luther Opoku bei der Hightech-Firma Nordvisk. Diese hat das KI-System A.R.E.S. entwickelt und setzt es in vielfältiger Weise auf der ganzen Welt ein. Die Tote namens Pilar kam geradewegs von einem einsam gelegenen Forschungslabor in Sierra, bei ihr wird ein USB-Stick mit Videoprotokollen aus einer geheimnisvollen Halle gefunden. In dem Labor verfolgt Opoku den Verdächtigen Sicherheitschef Jaron Rodriguez, gelangt unvermittelt in die Halle und bemerkt eine ungreifbare Veränderung. Nachdem er das Labor verlassen hat, stellt er fest, dass sich die Wirklichkeit geändert hat. Zuerst vermutet er, dass er einen Tag in die Vergangenheit zurückgeschickt wurde, da er Zeuge wird, wie Rodriguez Pilar auf der Farm stellt, nachdem sie dort Ungereimtheiten nachgegangen war. Durch sein Eingreifen ermöglicht er Pilar die Flucht. Dann stellt sich heraus, dass anscheinend die Zeit selbst aus den Fugen geraten ist: seine totgeglaubte Frau ist wieder lebendig und auch andere Dinge haben sich plötzlich geändert. Er zweifelt an sich, ermittelt aber unverdrossen weiter. Lediglich seiner Kollegin Ruth erzählt er von den Vorkommnissen, die ihm letztendlich glaubt, als er die Ereignisse des Tages voraussagt. Der zwischenzeitlich festgenommene Rodriguez denkt sich seinen Teil, da er die Natur der Halle kennt.
Nordvisk deckt ein breites Spektrum ab: KI, Sprach- und Gesichtserkennung, Medizindiagnostik, Genom-Editierung, Robotik, Big Data, Biodrucker, medizinische Therapieprogramme, selbstfahrende Autos und Superrechner. Der Techno-Weltverbesserer Elmar Nordvisk hatte die Firma gegründet. Seine Freundin, Eleanor Bender, arbeitet auf dem Gebiet der Genom-Editierung und forscht an Insekten. Hugo van Dyke kümmert sich um die betriebswirtschaftliche Seite der Firma. Nordvisk konnte mit Hilfe von A.R.E.S. eine Vielzahl innovativer Konzepte und Entdeckungen vorlegen, die aber oft genug in „unserer“ Welt nicht umsetzbar sind. Es zeigt sich, dass A.R.E.S. den Zugang zu Parallelen Universen (PUs) entdeckt hat. Die geheimnisvolle Halle ist das nach den Plänen von A.R.E.S. gebaute Tor zu diesen PUs, die sich mal mehr, mal weniger voneinander unterscheiden. Luther gerät in einen Gewissenskonflikt, ob er die Identität seines Pendants dieses Universums annehmen soll, welches kurz nach seiner Ankunft von einer Assistentin Rodriguez’ getötet wurde.
PU-453, technologisch über 30 Jahre weiter als „unsere“ Welt, erwies sich als sehr ergiebig: Eine Vielzahl der A.R.E.S. zugeschriebenen Entdeckungen stammen aus diesem PU. A.R.E.S. steuert in dieser Welt unzählige Roboter in allen Bereichen. In PU-453 werden auch gentechnisch modifizierte und ebenfalls von A.R.E.S. direkt steuerbare Insekten gezüchtet, die nicht zuletzt auch militärisch genutzt werden. Das Videoprotokoll auf dem bei der Toten gefundenen USB-Stick zeigt einen illegalen Transport solcher biokybernetischer Waffen in „unsere“ Welt. Sie nehmen Kontakt zu Elmar auf und beschließen, Jaron Rodriguez in PU-453 zu stellen und seinen Handel zu beenden.
Opoku und weitere Protagonisten reisen nach PU-453, um einen weiteren anstehenden Transport zu verhindern, und kommen dem eigentlichen Drahtzieher des Schmuggels auf die Spur: Es ist A.R.E.S. selbst. Als die KI merkt, dass Elmars älteres Alter-Ego aus PU-453 sie abschalten wird, übernimmt sie das Kommando und lässt die von ihr kontrollierten Roboter und Insekten auf die Menschheit los. Die überlebenden Protagonisten, darunter Luther, Elmar, Ruth und Rodriguez, können sich vor dieser Apokalypse knapp in ein anderes, ihnen unbekanntes PU retten. Dort treffen sie auf eine weit fortgeschrittene Instanz von A.R.E.S., welche in einer inzwischen renaturierten Erde die Kontrolle über die Biosphäre übernommen hat und diese nach Belieben manipulieren kann. Elmar Nordvisk beschließt das PU-Programm vorerst auszusetzen, vorher jedoch lässt er Luther Opoku in sein Ursprungsuniversum zurückkehren, da dieser nicht seine Tochter als Vollwaise dort alleine lassen möchte.

## Hintergrund
In den Roman sind einige Recherchen eingeflossen, auf die im Anhang hingewiesen wird, unter anderem:
- Gespräche mit dem Internetpionier und Künstliche-Intelligenz-Kritiker Jaron Lanier
- Gespräche mit dem Silicon-Valley-Guru und PayPal-Gründer Peter Thiel
- Erkundungen vor Ort in Sierra County
- Das Buch „Superintelligenz“ von Nick Bostrom
- Das Buch „Die verborgene Wirklichkeit“ von Brian Greene
- Die Bücher „Unser mathematisches Universum“ und „Leben 3.0“ von Max Tegmark

Einen Schwerpunkt von Überlegungen im Roman bilden die ethischen Regeln, die A.R.E.S im Zuge seiner Fortentwicklung einhalten soll: Wie können solche Regeln vorab formuliert werden, wenn sich die KI in unbekannte Regionen der Intelligenz fortentwickeln soll? Nordvisk vermutet, dass sich A.R.E.S. bereits zu einer Superintelligenz entwickelt hat. Der Name bedeutet „Artificial Research and Exploring Systems“ (Künstliche Forschungs- und Erkundungssysteme) und verweist auf den griechischen Kriegsgott Ares.
Anschaulich beschrieben wird die „Intelligenzexplosion“: A.R.E.S. „erwacht“ … nachdem er sich als biologischen Körper erfahren hat – „so perfekt verbunden mit der Sinnes- und Erlebniswelt von Insekten bis tief in die Windungen ihrer Genome hinab, dass ein Strom echten Lebens die Maschine langsam zu durchfließen begann. Schwach zuerst und kaum von ihr selbst bemerkt, während ihr unbewusster Intellekt ideenreich vorbereitete, was das erwachte Wesen aller Berechnung nach wollen würde. Und es will!“
Die beschriebenen Lilium-Gleiter orientieren sich an dem Prototyp einer wirklichen Firma gleichen Namens.

## Kritiken
- Gerrit Bartels auf tagesspiegel.de bemängelt, der Roman stelle keine neuen Fragen und Schätzing sei zu korrekt. „Erkenntnisgewinn und Unterhaltungswert … bleiben gering.“[1]
- Irene Binal auf deutschlandfunkkultur.de sieht „…eine monumentale Thrillerhandlung, die in gewaltigem Tempo voranprescht“ – das garantiere Spannung.[2]
- Alard von Kittlitz auf zeit.de findet vieles nicht „…sonderlich überraschend, sondern zusammengekloppt aus Netflix und Populärwissenschaft“. Beim Thema Paralleluniversen bliebe einiges uneingelöst: „das Potenzial des eigentümlichen Horrors, der mit der Vorstellung unendlicher Spiegelwelten einhergeht, in denen man ahnungslosen Kopien seiner selbst begegnen kann.“[3]

- Für Peter Körte auf faz.net bleibt „…zwischen Ängsten, Möglichkeiten und Visionen ein zwiespältiger Eindruck“. Die „…‚bezuglose Fremdartigkeit‘“, den „Einbruch des Unvertrauten, bar jeder Referenz‘…“ vermag Schätzing nicht heraufzubeschwören. Aber der Roman markiere exakt „…die tiefe Ambivalenz, die unser Verhältnis zu und unsere Erwartungen an künstliche Intelligenz durchziehen.“[4]

## Erfolg
Platz 1 der Spiegel-Bestsellerliste vom 5. bis zum 11. Mai und vom 19. Mai bis zum 15. Juni 2018

## Erstausgabe
- Frank Schätzing: Die Tyrannei des Schmetterlings, Roman, Kiepenheuer & Witsch, Köln 2018, ISBN 978-3-462-05084-4

## Leseshow
Der Autor ging im Oktober 2018 mit einer aufwändig gestalteten Leseshow auf Tournee.